# Ciało doskonale czarne

Praktyczna realizacja modelu ciała doskonale czarnego za pomocą wnęki z niewielkim otworem

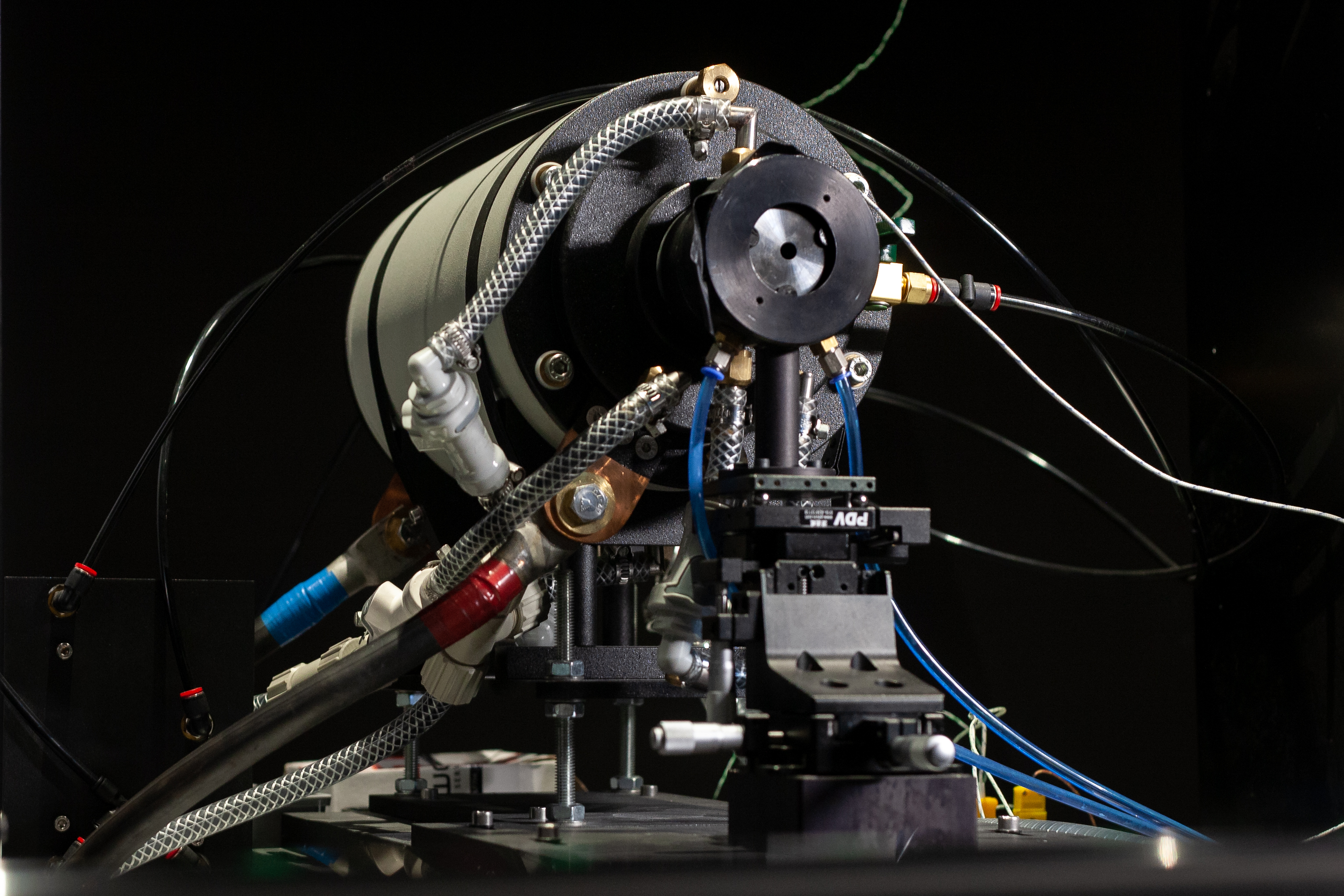
Przykład realizacji modelu ciała doskonale czarnego w laboratorium CARLO w Puszczykowie. W połączeniu z instrumentami optycznymi stanowi on wzorzec widmowy natężenia napromienienia.

Ciało doskonale czarne – wyidealizowane ciało fizyczne pochłaniające całkowicie padające na nie promieniowanie elektromagnetyczne, niezależnie od temperatury tego ciała, kąta padania i widma padającego promieniowania.
Ciało doskonale czarne nie istnieje w rzeczywistości, ale dobrym jego modelem jest duża wnęka z niewielkim otworem, pokryta od wewnątrz czarną substancją (np. sadzą). Powierzchnia otworu zachowuje się niemal jak ciało doskonale czarne – promieniowanie wpadające do wnęki odbija się wielokrotnie od jej ścian i jest niemal całkowicie pochłaniane, natomiast parametry promieniowania wychodzącego z jej wnętrza (np. rozkład natężenia w zależności od częstotliwości emitowanego promieniowania) zależą tylko od temperatury wewnątrz wnęki.
Zdolność absorpcyjna ciała doskonale czarnego wynosi 1 dla całego zakresu widma. Jego przeciwieństwami są ciało doskonale białe, ciało doskonale przezroczyste i ciało zwierciadlane. Zdolność absorpcyjna ciała szarego nie zależy od częstotliwości, więc jego widmo ma rozkład taki jak ciało doskonale czarne.
Próby teoretycznego wyjaśnienia rozkładu natężenia promieniowania termicznego ciała doskonale czarnego w zależności od częstotliwości promieniowania doprowadziły Plancka do sformułowania pojęcia kwantu energii promieniowania i zapoczątkowały rozwój mechaniki kwantowej.

## Promieniowanie ciała doskonale czarnego
Jeżeli dwa ciała doskonale czarne zostaną złączone wnękami, to poprzez promieniowanie energia z pierwszego ciała przepływa do drugiego i na odwrót. Jeżeli ilości energii przepływającej nie są równe, to temperatura jednego ciała podnosi się a drugiego obniża. Jeżeli energie są równe, to ciała mają taką samą temperaturę, gdyby tak nie było, to przeczyłoby to drugiej zasadzie termodynamiki.
Promieniowanie elektromagnetyczne emitowane przez ciało doskonale czarne o danej temperaturze ma ściśle określone ciągłe widmo opisane przez rozkład Plancka. Częstość, w której natężenie promieniowania osiąga maksimum, rośnie wraz ze wzrostem temperatury ciała i jest określona przez prawo przesunięć Wiena. W temperaturze pokojowej maksimum natężenia przypada na promieniowanie podczerwone. Gdy temperatura przekracza 500 °C, ciało doskonale czarne zaczyna emitować znaczącą ilość światła widzialnego. Oglądana w ciemności pierwsza nikła poświata wydaje się szara, ponieważ ludzkie oczy nie są wrażliwe na kolor światła o niskim natężeniu. Wraz ze wzrostem temperatury, w ok. 800 °C, poświata staje się widoczna w jasnym otoczeniu: najpierw jest czerwona, potem żółta i na końcu jasna niebiesko-biała. Słońce, którego efektywna temperatura (temperatura ciała doskonale czarnego, które emituje tę samą ilość promieniowania) wynosi w przybliżeniu 5800 K, jest w przybliżeniu ciałem doskonale czarnym, którego maksimum promieniowania przypada na żółto-zieloną część widma.
Promieniowanie ciała doskonale czarnego ma charakter promieniowania cieplnego.

### Prawa opisujące promieniowanie ciała doskonale czarnego

Zależności natężenia promieniowania od długości fali dla trzech temperatur. Maksimum natężenia promieniowania zależy od temperatury (prawo Wiena).
Czarna krzywa – teoretyczny rozkład Rayleigha-Jeansa: natężenie rośnie do nieskończoności, gdy długość fali dąży do zera (tzw. katastrofa w ultrafiolecie)

- Prawo Plancka (rozkład Plancka) – opisuje widmo promieniowania ciała doskonale czarnego.
- Prawo Wiena – zależność wynikająca z rozkładu Plancka dotycząca długości fali, dla której rozkład osiąga maksimum.
- Prawo Stefana-Boltzmanna – zależność wynikająca z rozkładu Plancka opisująca całkowitą moc wypromieniowywaną przez jednostkę powierzchni ciała doskonale czarnego w danej temperaturze.

## Wpływ na rozwój mechaniki kwantowej

### Katastrofa w nadfiolecie
W roku 1859 niemiecki fizyk Gustav Kirchhoff sformułował prawo promieniowania, które prowadzi do wniosku, że zdolność emisyjna ciała doskonale czarnego będącego w równowadze termodynamicznej zależy wyłącznie od jego temperatury. Pojęcie ciała doskonale czarnego wprowadził Kirchhoff w roku 1862, próbując wyjaśnić rozkład widma promieniowania cieplnego emitowanego przez ciała stałe (np. ogrzany do czerwoności kawałek metalu) lub ciecze (płynne żelazo, stal).
Doświadczenia wykazywały, że maksimum natężenia promieniowania zależy od temperatury (prawo Wiena) i np. dla promieniowania z powierzchni Słońca (6000 K) maksimum przypada dla długości fali 480 nm (światło żółte).
Jožef Stefan i Ludwig Boltzmann odkryli, że strumień promieniowania emitowanego w jednej sekundzie przez ciało doskonale czarne jest proporcjonalny do czwartej potęgi temperatury ciała (prawo Stefana-Boltzmanna).
Próby wyjaśnienia rozkładu promieniowania ciała doskonale czarnego na gruncie termodynamiki klasycznej doprowadziły do sformułowania przez Rayleigha i Jeansa prawa, że zdolność emisyjna ciała doskonale czarnego powinna być proporcjonalna do kwadratu częstości promieniowania, a to oznaczało, że w każdej temperaturze ciało powinno promieniować najwięcej energii w pasmie ultrafioletu, a znikomo w zakresie światła widzialnego.
Gdy scałkuje się wzór wynikający z prawa Rayleigha-Jeansa po całym zakresie częstości to otrzymuje się nieskończenie dużą energię emitowaną przez ciało, co jest sprzeczne z prawem Stefana-Boltzmanna; oraz tym, że żadne ciało nie posiada nieskończonej energii. Rozbieżność ta, nazwana przez Paula Ehrenfesta katastrofą w nadfiolecie, była głównym motywem do poszukiwania nowej teorii opisującej mikroświat.

### Narodziny teorii kwantowej

Porównanie prawa Rayleigha-Jeansa, rozkładu Wiena i prawa Plancka dla ciała o temperaturze 8 mK. Na osi poziomej odłożono częstotliwość promieniowania (inaczej niż na poprzednim schemacie)

Max Planck poszukiwał wzoru opisującego rozkład promieniowania ciała doskonale czarnego, który byłby zgodny z danymi eksperymentalnymi. 19 października 1900 roku odkrył, że wzór taki można otrzymać z wzoru Wiena, jeżeli odejmie się w mianowniku ułamka tego wzoru liczbę 1.
14 grudnia 1900 Planck znalazł uzasadnienie teoretyczne tego wzoru. Przyjął przy tym ad hoc następujące założenia: 1) ciało stałe emitujące promieniowanie można traktować jako skończoną liczbę niezależnych oscylatorów elektromagnetycznych, które tracąc energię drgań, emitują ją w postaci fali elektromagnetycznej 2) energia ciała rozłożona jest między oscylatory zgodnie z zależnością entropii od energii, oscylatory te mogą przyjmować wartości energii drgań będące wielokrotnością pewnej wartości 3) energia oscylatora jest proporcjonalna częstotliwości emitowanego promieniowania.
{\displaystyle e=h\nu .}
Stała proporcjonalności h nazywana obecnie stałą Plancka. Wyprowadzony przez Plancka rozkład natężenia promieniowania jest nazywany rozkładem Plancka.
Datę 14 grudnia 1900 roku uważa się za narodziny wczesnej teorii kwantowej. Stała Plancka okazała się kluczowym parametrem występującym w wielu równaniach opisujących zjawiska w skali atomowej. Założenia, na których oparł Planck wyprowadzenie swojego wzoru, nie miały żadnych podstaw w klasycznej fizyce. Dopiero późniejsze prace doprowadziły do sformułowania spójnej teorii mechaniki kwantowej. Między innymi odkryto nieznaną termodynamice klasycznej statystykę Bosego-Einsteina, z której można było wyprowadzić rozkład Plancka.

Rozkłady Plancka dla różnych temperatur. Moc promieniowania ciała w jednostkach względnych

Dyskretne porcje promieniowania cieplnego nazwano fotonami, a niesione przez nie porcje energii nazwano kwantami energii, zaś właściwość oscylatorów polegającą na przyjmowaniu dyskretnych stanów energetycznych nazwano kwantyzacją poziomów energetycznych.

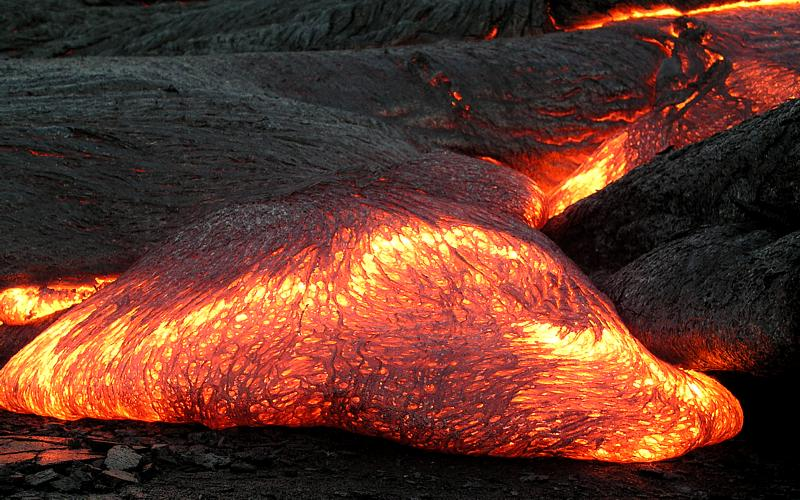
Temperatura lawy wulkanicznej może być określona na podstawie koloru i jasności emitowanego przez nią światła. Na zdjęciu w najjaśniejszych miejscach lawa ma temperaturę od 1000 do 1200 °C

Wiedząc, że promieniowanie emitowane jest w postaci fotonów, można zapisać wzór wyrażający średnią liczbę emitowanych fotonów dN o energii z zakresu dE w postaci:
{\displaystyle \operatorname {d} N\sim \left[\exp \left({\frac {E}{kT}}\right)-1\right]^{-1}\operatorname {d} E.}
Wzór ten jest nazywany prawem Plancka.

## Zastosowania teorii promieniowania ciał

Widmo promieniowania tła z pomiarów satelity COBE odpowiada promieniowaniu ciała doskonale czarnego o temperaturze 2,7 K. Krzywa ta zgadza się z teorią Wielkiego Wybuchu

Maksimum funkcji natężenia promieniowania w zależności od długości fali opisuje prawo przesunięć Wiena:
{\displaystyle T\lambda _{\max }=0{,}29\ \mathrm {cm\,K} =\mathrm {const} ,}
gdzie:
{\displaystyle \lambda _{\max }} – długość fali, dla jakiej natężenie promieniowania osiąga maksimum,
{\displaystyle T} – temperatura ciała w skali Kelvina.
Mierząc długość fali {\displaystyle \lambda _{\max },} można określić temperaturę {\displaystyle T} ciała, które emituje promieniowanie.
W astronomii prawo Wiena pozwala na podstawie barwy gwiazdy (typie widmowym) wyznaczyć jej temperaturę powierzchniową. Metoda ta jest o tyle ważna, że nie da się bezpośrednio zmierzyć temperatury tak odległych obiektów.
Promieniowanie tła będące pozostałością po Wielkim Wybuchu wypełnia cały Wszechświat. Pomiar widma tego promieniowania pokazał, że jest ono idealnie takie, jak promieniowanie ciała doskonale czarnego o temperaturze 2,7 K.
Zgodnie z hipotezą Stephena Hawkinga, promieniowanie o widmie ciała doskonale czarnego emitują czarne dziury; na skutek tego następuje ich powolne parowanie.